# شونن مانگا

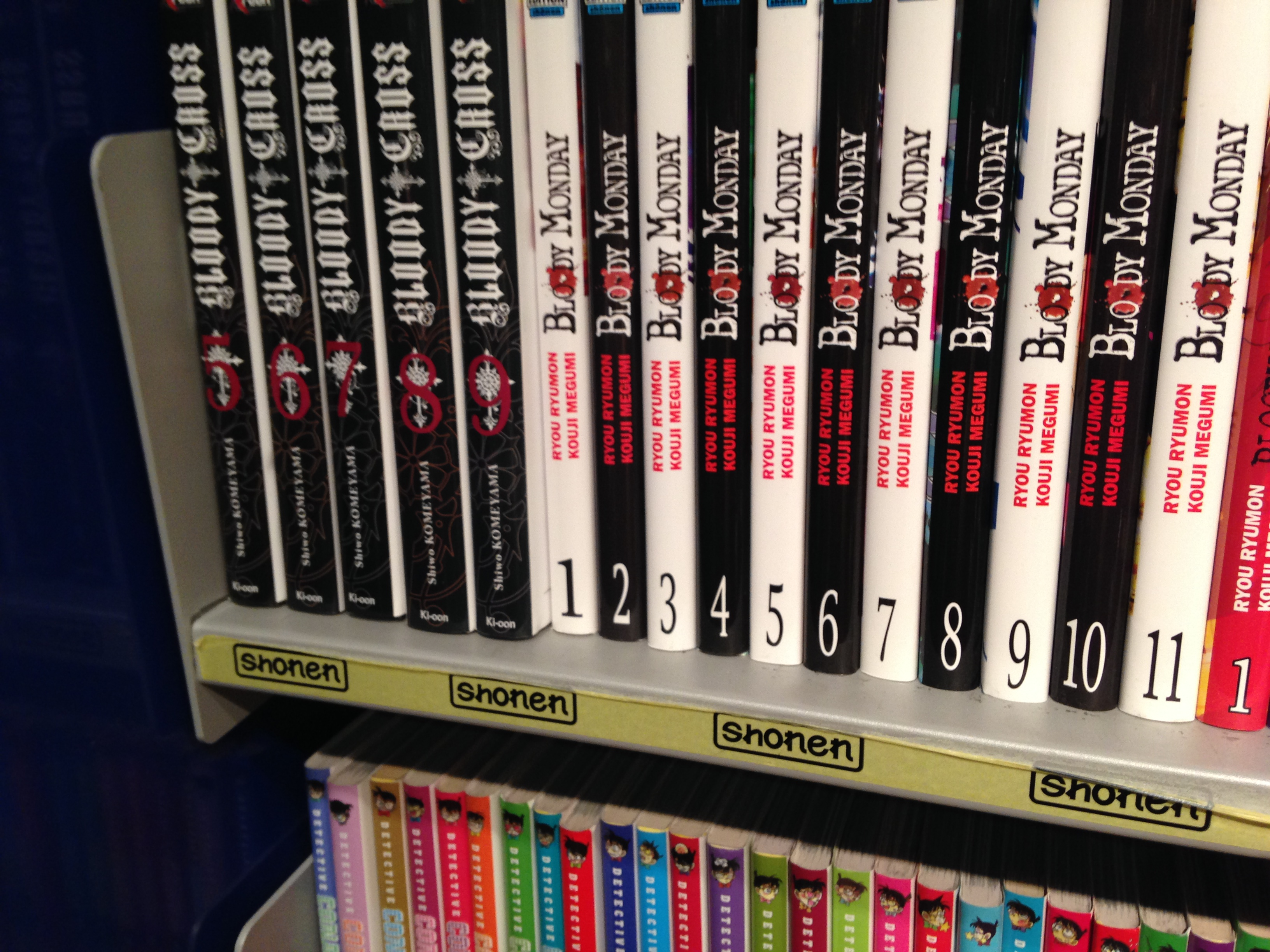
مانگا

شونن مانگا (به ژاپنی: 少年漫画 shōnen manga) (به معنی کامیک برای پسرها)، به سبکی از مانگا و انیمه گفته می‌شود که مخاطب آن معمولاً پسرها و مردان جوان را در بر می‌گیرد. این سبک از مانگا در درجه اول برای گروه سنی ۸ الی ۱۸ ساله پسرها تعلق می‌گیرد، اما گستردگی آن باعث شده تا طرفداران بسیاری از جمله بسیاری از دختران و مردهای جوان نیز به این سبک روی آوردند. واژه کانجی شونن (به ژاپنی: 少年, shōnen) در لغت به معنای «پسر» یا «جوانی»، و واژهٔ مانگا به معنی «کمیک» است؛ بنابراین عبارت کامل آن به معنی «کمیک برای افراد جوان» یا به زبان ساده «کامیک برای پسرها» است. شونن مانگا به عنوان محبوب‌ترین بخش در مانگا محسوب می‌شود و معادل آن برای مخاطبان مؤنث با نام شوجو مانگا شناخته می‌شود. در ژاپن نیز شونن مانگاها به عنوان پرطرفدارترین سبک کامیک به‌شمار می‌رود و نزدیک به ۴۰٪ از کل فروش مجلات مانگا را به خود اختصاص می‌دهد.

## شرح مختصر
بر اساس محبوب‌ترین سری مانگاهای سبک شونن، اقتباس‌های انیمه‌ای صورت می‌گیرد و تصاویر شخصیت‌های آن‌ها را می‌توان در اسباب‌بازی فروشی‌ها، به شکل آب نبات، بر روی لباس‌ها و تقریباً در هر فروشگاه، سوپر مارکت و ایستگاه‌های قطار در ژاپن مشاهده کرد. داستان‌های مانگا شونن شامل شخصیت‌های گوناگون، هنرهای رزمی و صحنه‌های بزرگ جنگی، ربات‌ها، گونهٔ علمی–تخیلی، ورزشی، ماجراهای عاشقانه، مخلوقات اساطیری، موضوعات و سبک‌های هنری هستند، و حالات آن می‌تواند از نمایش‌های طنز خوشایند تا درام‌های تاریک و خشن متغیر باشد. بسیاری از شونن مانگاها، تیمی متشکل از پسرها را به تصویر می‌کشد، چه آن‌ها یک تیم ورزشی باشند یا گروهی از مبارزان جنگجو که برای رسیدن به هدفی مشترک با یکدیگر همکاری می‌کنند. مثال‌هایی برای مجموعه‌های شونن عبارتند از: دراگون بال، ناروتو، بلیچ، اسلم دانک، کاپیتان سوباسا، کیمیاگر تمام‌فلزی، حمله به تایتان، گینتاما و همچنین وان پیس از این بخش هستند.